# Appam
Appam je pokrm podobný palačinkám, který se připravuje na Srí Lance a v jihoindických státech Kérala, Tamilnádu a Karnátaka. Podává se obvykle jako snídaně.
Základní surovinou je rýžová mouka, která se smíchá s vařenou rýží, droždím, vodou, solí a cukrem a nechá se několik hodin v teple kynout. Appam se smaží na oleji v nádobě wok, proto je hotová placka miskovitě vyklenutá. Má neutrální chuť a může být přílohou k zeleninovým jídlům (např. kari), konzumuje se také s vejci nebo s třtinovým cukrem a ovocem.
Variantami základního receptu je palappam, kde se do těsta přidává kokosové mléko, nebo kallapam s palmovým vínem. Podobným pokrmem je idijappam, jehož základem jsou nudle z rýžové mouky.